# Renata Viganò
Renata Viganò   (Bolonya, 17 de juny de 1900 - Bolonya, 23 d'abril de 1976) va ser una escriptora i partisana italiana.
Escriptora precoç, en 1912, amb tan sols dotze anys, va aconseguir publicar la seva primera col·lecció de poemes, Ginestra in fiore (Genista en flor), seguida per Piccola Fiamma (Petita flama) en 1915, però va aconseguir certa notorietat el 1949 amb L'Agnese va a morire (L'Agnese va a morir), una de les novel·les neorealistes de ficció més intenses inspirada en la Resistència italiana durant la Segona Guerra Mundial.

## Biografia
Renata Viganò estava fascinada per la literatura des de la seva infància i somniava ser metgessa quan fos gran. No obstant això, degut a les successives dificultats econòmiques de la seva família, no va poder finalitzar els estudis en l'escola secundària. Amb un sentit de sacrifici i una maduresa precipitada i no desitjada, va entrar en el món laboral com a ajudant i després com a infermera en els hospitals de Bolonya. Aquest compromís amb els necessitats no li va impedir escriure articles literaris, poemes i contes per a diaris i revistes, fins al 8 de setembre de 1943.
Amb la signatura de l'armistici entre Itàlia i les forces aliades, la seva vida va donar un gir existencial; amb el seu marit Antonio Meluschi i el seu fill, la infermera-escriptora va participar en la lluita partisana com missatgera, infermera i col·laboradora en la premsa clandestina. La seva literatura posterior va quedar impregnada d'aquest període incòmode però ple d'un sa idealisme existencial. La novel·la L'Agnese va a morire (1949), traduïda a catorze idiomes, representa el punt més alt; va guanyar el segon premi Viareggio i va ser el tema de la pel·lícula del mateix nom dirigida per Giuliano Montaldo. La novel·la narra les vivències dels partisans amb una simplicitat honesta d'un cronista i un esperit de sincera adhesió als esdeveniments; en els anys de la postguerra es va considerar un exemple, un testimoni de la narrativa neorealista.
Entre les obres de Viganò, almenys hi ha dos llibres més sobre el tema de la Segona Guerra Mundial: Donne della Resistenza (Les dones de la Resistència,1955), vint afectuosos retrats d'antifeixistes bolonyesos caiguts, i Matrimonio in brigata (Matrimoni en la brigada, 1976), una col·lecció d'històries de partisans, publicada al mateix any que l'escriptora va morir.
Dos mesos abans de la seva mort, a Renata Viganò va ser guardonada amb el Premio giornalistico Bolognese del mese (Premi de periodisme bolonyès del mes), a causa de la seva estreta relació amb la realitat popular de la ciutat.

## Obres
- L'Agnese va a morire (1949). Publicada en català per l'Editorial Afers amb el títol L'Agnese va a morir, l'any 2021. ISBN 9788418618017.[2]
- Mondine (1952)
- Arriva la cicogna (1954)
- Donne della Resistenza (1955)
- Ho conosciuto Ciro (1959)
- Una storia di ragazze (1962)
- Matrimonio in brigata (1976)